# حشره‌خوار گوش‌کوچک تاما
 حشره‌خوار گوش‌کوچک تاما (نام علمی: Cryptotis tamensis) نام یک گونه از سرده حشره‌خوار گوش‌کوچک است.